# العلاقات الروسية الناوروية
العلاقات الروسية الناوروية هي العلاقات الثنائية التي تجمع بين روسيا وناورو.

## مقارنة بين البلدين
هذه مقارنة عامة ومرجعية للدولتين:
| وجه المقارنة                                              | روسيا                                   | ناورو                          |
| --------------------------------------------------------- | --------------------------------------- | ------------------------------ |
| المساحة (كم2)                                             | 17.08 مليون                             | 21                             |
| عدد السكان (نسمة)                                         | 146.80 مليون                            | 10.08 ألف                      |
| الكثافة السكانية (ن./كم²)                                 | 8.59                                    | 48.00 ألف                      |
| العاصمة                                                   | موسكو                                   | ضاحية يارين                    |
| اللغة الرسمية                                             | اللغة الروسية                           | اللغة الناورونية، لغة إنجليزية |
| العملة                                                    | روبل روسي                               | دولار أسترالي                  |
| الناتج المحلي الإجمالي (بليون دولار)                      | 1.58 تريليون                            | 113.88 مليون                   |
| الناتج المحلي الإجمالي (تعادل القوة الشرائية) بليون دولار | 3.69 تريليون                            | 162.98 مليون                   |
| الناتج المحلي الإجمالي الاسمي للفرد دولار أمريكي          | 9.09 ألف                                | 9.83 ألف                       |
| الناتج المحلي الإجمالي للفرد دولار أمريكي                 |                                         |                                |
| مؤشر التنمية البشرية                                      | 0.798                                   |                                |
| رمز المكالمات الدولي                                      | +7                                      | +674                           |
| رمز الإنترنت                                              | .ru، .рф، .рус ‏، .su                    | .nr                            |
| المنطقة الزمنية                                           | Magadan Time ‏، ت ع م+02:00، ت ع م+12:00 | ت ع م+12:00                    |

## منظمات دولية مشتركة
يشترك البلدان في عضوية مجموعة من المنظمات الدولية، منها:
| علم المنظمة | اسم المنظمة                   | تاريخ انضمام روسيا | تاريخ انضمام ناورو |
| ----------- | ----------------------------- | ------------------ | ------------------ |
|             | منظمة الشرطة الجنائية الدولية | 27 سبتمبر 1990     | ?                  |
|             | الاتحاد البريدي العالمي       | ?                  | ?                  |
|             | يونسكو                        | 21 أبريل 1954      | 17 أكتوبر 1996     |
|             | منظمة حظر الأسلحة الكيميائية  | ?                  | ?                  |
|             | الأمم المتحدة                 | 24 أكتوبر 1945     | 14 سبتمبر 1999     |
|             | الاتحاد الدولي للاتصالات      | 1866               | 10 يونيو 1969      |

## وصلات خارجية
- موقع وزارة الخارجية الروسية